# Маркова наліпка

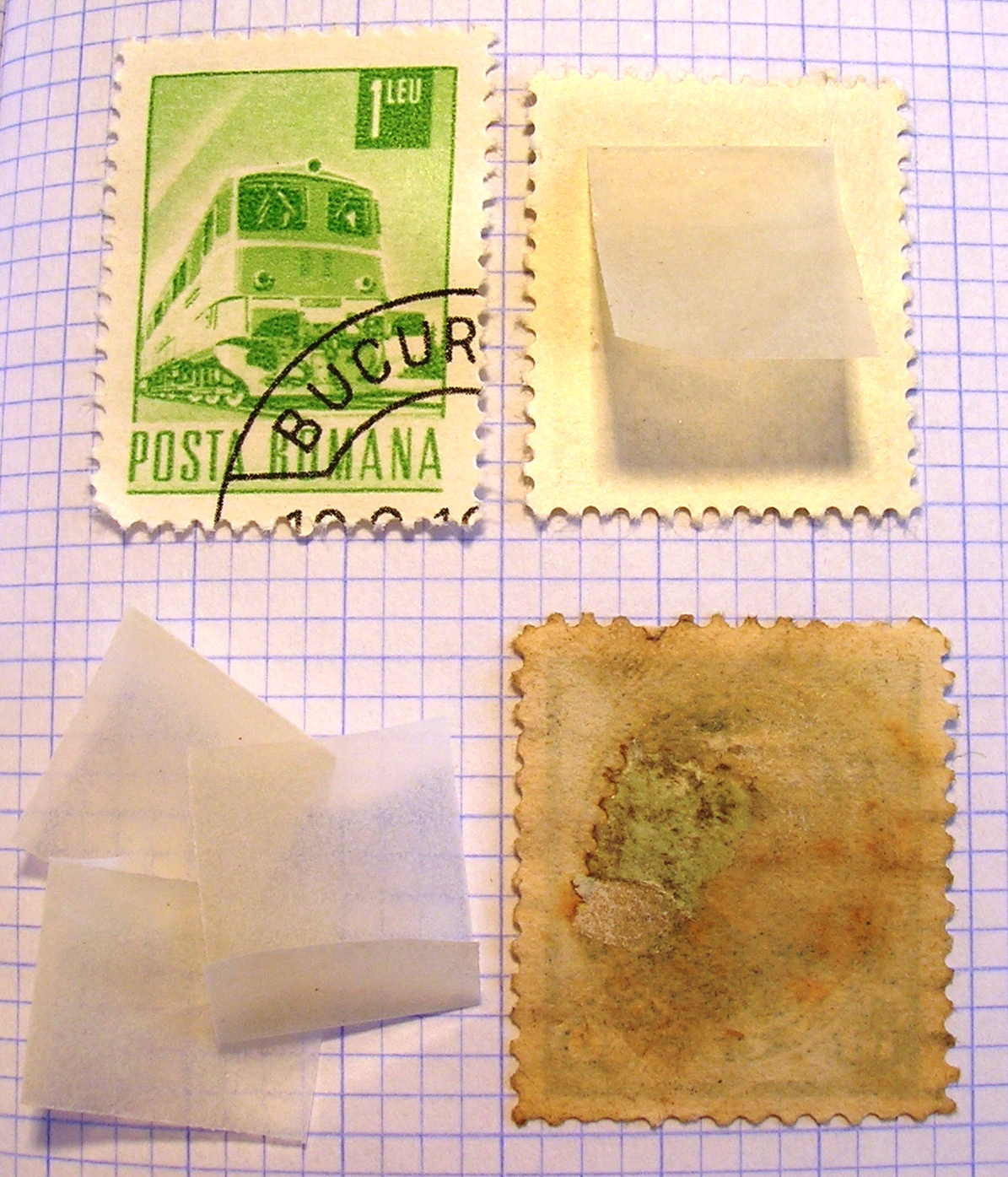
За годинниковою стрілкою вгорі ліворуч ми бачимо иарку на нліпці, марка з наліпкою, марка, пошкоджена наліпкою, і зняті наліпки

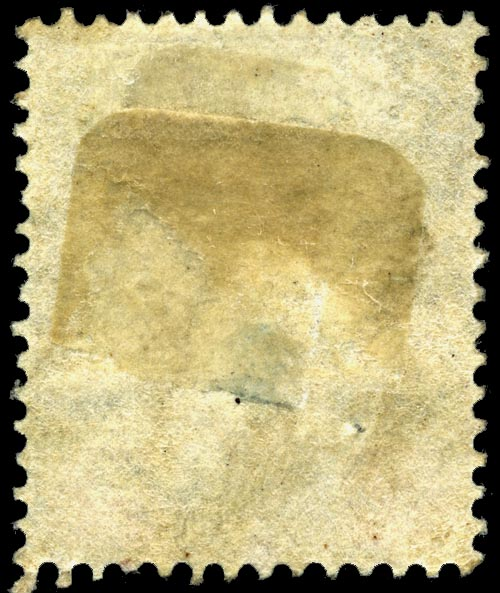
На звороті цієї марки видно численні залишки наліпок.

У філателії маркова наліпка або кріплення — це невеликі, складені, прозорі прямокутні шматки паперу, покриті м'якою смолою. Вони використовуються колекціонерами марок для наклеювання поштових марок на сторінки альбому марок.

## Використання
Короткий кінець змочують і прикріплюють до марки, довгий також прикріплюють до сторінки. Наліпка утримує марку на сторінці, але дозволяє підняти її, щоб перевірити зворотний бік, наприклад, щоб побачити водяний знак або експертні позначки.

## Абревіатура
Колекціонери поділяють свої марки на такі категорії:
- MUH/MNH — без наліпки
- Н — навісна
- LH — з легкою наліпкою
- HH — з сильною наліпкою
- HR — залишки наліпки (частина наліпки не може бути видалена та залишається на марці)

## Ризики
Найкращі наліпки для марок сконструйовані так, щоб їх можна було «відшарувати», тобто марку можна зняти зі сторінки, а наліпку — з марки, не пошкодивши ні того, ні іншого. Не всі види наліпок мають таку властивість, і зворотний бік багатьох марок має «залишки наліпки», де наліпка відірвалася, а не вивільнила марку. Це особливо поширене для монетних марок, де власна поверхня марки щільно прилягає до наліпки. Деякі старі марки можуть мати кілька залишків наліпок, накладених одна на одну. І навпаки, недбале зняття наліпки може зняти шар маркового паперу, що призведе до того, що марка буде тонкою, відомий як тонка наліпка. Тонкий папір буде помітно, коли марку піднести до світла, і це вважається серйозним дефектом марки.
Навіть якщо використовувати наліпки, які можна від'єднати, і звести до мінімуму використання вологи, наліпка залишатиме видимі пошкодження на поверхні невикористаної марки. Хоча раніше це було питанням байдужості, приблизно з середини ХХ століття багато колекціонерів почали віддавати перевагу «маркам без наліпок», на яких немає слідів наліпок.
Колекціонери, які віддають перевагу маркам без наліпок, зазвичай використовують безніліпкові кріплення у вигляді кишень або рукавів, часто для цінних або невикористаних марок.

## Повторне гуммування
З того часу, як марки без клею стали популярними, на ринку з'явилася значна кількість старих марок з неушкодженою поверхнею клею, що викликає підозру в тому, що багато з них повторно гуммовані.